# Saint-Pierre-d'Alvey
Saint-Pierre-d'Alvey es una comuna francesa situada en el departamento de Saboya, en la región Auvernia-Ródano-Alpes.

## Demografía
| 189 | 161 | 121 | 121 | 149 | 170 | 249 | 273 |
| Para los censos de 1962 a 1999 la población legal corresponde a la población sin duplicidades (Fuente: INSEE [Consultar]) |     |     |     |     |     |     |     |